# Leptocefal
Leptocefal (leptocephalus) – stadium larwalne ryb zaliczanych do nadrzędu Elopomorpha (elopsopodobne). Wśród pelagicznych larw typu leptocephalus obserwuje się znaczne różnice morfologiczne. Powoduje to problemy z identyfikacją gatunku.
Przez wiele lat nie był znany związek pomiędzy larwą tego typu a osobnikiem dorosłym, dlatego leptocefale uważano za odrębne gatunki ryb, a nawet utworzono dla nich rodzaj Leptocephalus. Nazwa Leptocephalus nie jest akceptowana jako nazwa rodzajowa, a jedynie jako określenie typu larwy, i pisana jest od małej litery: leptocephalus. Obecność larwy tego typu w rozwoju osobniczym jest cechą diagnostyczną taksonu Elopomorpha.
W terminologii rybackiej nazwą leptocefale określane są larwy i narybek węgorza europejskiego.

## Budowa i rozwój
Larwy typu leptocephalus charakteryzuje szkliste, silnie bocznie spłaszczone, wysokie i wydłużone wstęgowato (lancetowate) ciało, zupełnie niepodobne do formy dorosłej. Jego kształt przypomina liść wierzby. Jako wyjątki wśród kręgowców, leptocefale we krwi nie mają ani krwinek czerwonych ani hemoglobiny, co czyni ich ciała półprzezroczystymi. Stadium leptocephalus jest drugą fazą przeobrażenia. Pierwsza nazywana jest preleptocephalus. We wczesnym stadium rozwoju leptocefale mają nieproporcjonalnie długie i ostre zęby oraz resztki pęcherzyka żółtkowego.
Przed przeobrażeniem w formę młodocianą leptocefale dryfują w wodach pelagialnych na znaczne odległości. Są unoszone przez prądy oceaniczne. Biernie wędrują w kierunku lądów, w których pobliżu następuje przeobrażenie do formy młodocianej nazywanej narybkiem szklistym. Narybek szklisty wpływa do wód słodkich, gdzie pozostaje od kilku do kilkunastu lat.
Stadium leptocefala trwa w zależności od gatunku, od 2–3 miesięcy u tarponów do 3 lat u niektórych gatunków węgorzy, rozwój larwalny węgorza amerykańskiego trwa 1 rok. Leptocefale mają unikalną zdolność do wchłaniania rozdrobnionej materii organicznej z wody przez bardzo cienki nabłonek. Prawdopodobnie żywią się wyłącznie w ten sposób, a nie zooplanktonem, jak wcześniej zakładano, co odróżnia je od większości pozostałych rybich larw.
Osiągają długość od 1–2 cm u Notacanthidae, około 5 cm u Elopiformes i Saccopharyngiformes, do 12 cm u Ophichthidae; przeciętnie mają około 10 cm długości, ale znane są też leptocefale o długości do 2 m. Larwy elopsokształtnych i łuskaczokształtnych mają dobrze wykształconą, rozwidloną płetwę ogonową, ogon węgorzokształtnych leptocefali jest mały i zaokrąglony. Podczas metamorfozy leptocefala do młodzieńczej formy (juwenilnej) ciało ryby znacznie się skraca.

## RodzajLeptocephalus
Larwy typu leptocephalus znacząco różnią się od osobników dorosłych swojego gatunku, przez co długo były uważane za odrębne gatunki ryb, natomiast biologia rozrodu Elopomorpha pozostawała tajemnicą. W 1763 Laurence Theodore Gronow wyodrębnił pod nazwą Leptocephalus nowy rodzaj ryb w obrębie kongerowatych – w publikacji, która została później odrzucona dla celów nomenklaturowych. W 1777 Giovanni Antonio Scopoli ponownie użył nazwy rodzajowej Leptocephalus. Do tego rodzaju zaliczono liczne nazwy gatunkowe, łącznie około 80 nazw naukowych gatunków z różnych rodzin (węgorzowate, kongerowate, murenowate i inne). Większość z tych nazw została uznana za synonimy, ale w internetowych bazach danych takich jak FishBase, Catalog of Fishes, czy ITIS nadal (stan na koniec 2018 roku) figurują nazwy zaliczone do tego rodzaju i nieprzypisane do żadnego gatunku, np:
- Leptocephalus congroides D'Ancona, 1928[12] (prawdopodobnie Heteroconger congroides[13])
- Leptocephalus giganteus Castle, 1959[13][14]
- Leptocephalus ophichthoides D'Ancona, 1928[13][15]

## Historia badań

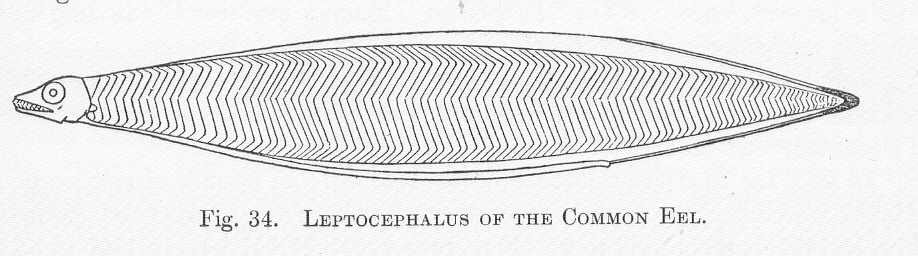
Leptocefal węgorza europejskiego – rysunek z 1909

Położenie tarlisk węgorza europejskiego stanowiło zagadkę już od czasów Arystotelesa, który jej rozwiązania dopatrywał się w samorództwie. Obserwowano coroczny napływ młodych węgorzy z morza do wód śródlądowych, ale metody i miejsca ich rozrodu nie były znane. Prowadziło to do stawiania różnych hipotez i spekulacji, zakładano, że węgorze rozmnażają się poprzez żyworodność, dzieworództwo lub obojnactwo
W czasie eksperymentów prowadzonych w akwariach w latach 1893–1896 na rybach złowionych w Cieśninie Mesyńskiej włoscy naukowcy Grassi i Calandruccio zaobserwowali etap przeobrażenia larw – uznawanych wówczas za Leptocephalus brevirostris – w postać przezroczystego węgorzyka, który okazał się być węgorzem europejskim. Od tamtej pory podjęte zostały szeroko zakrojone badania zmierzające do ustalenia tras wędrówek węgorzy. Podejrzewano, że tarło węgorzy odbywa się w Morzu Śródziemnym. W 1904 duński statek badawczy Thor i irlandzki Helga złowiły pojedyncze leptocefale w północnym Atlantyku. W kolejnych latach prowadzono systematyczne odłowy i pomiary leptocefali. Łączenie długości ciała larw z ich lokalizacją geograficzną pozwoliło ustalić, że długość ciała maleje w kierunku zachodnim. W 1922 duński badacz Johannes Schmidt złowił najmniejsze znane formy leptocefali (poniżej 1 cm długości) w okolicach Morza Sargassowego na głębokości ok. 300 m. Zostało to uznane za jedno z największych odkryć w badaniach biologii ryb.
W wodach Morza Sargassowego odbywa się tarło wielu gatunków ryb węgorzokształtnych, w tym węgorza europejskiego i węgorza amerykańskiego, których najmniejsze leptocefale występują wyłącznie w południowej części morza w górnej, kilkusetmetrowej warstwie wody.  
Oprócz wymienionych węgorzy w Morzu Sargassowym znajdowano larwy kongera amerykańskiego (odkrył je Schmidt w 1931, w południowo-zachodniej części Morza), kongera białopłetwego oraz przedstawicieli rodzin Eurypharyngidae, Nemichthyidae (nitkodziobek), Serrivomeridae i Cyematidae.